# 과레늄산
과레늄산은 화학식이 Re2O7(OH2)2인 화합물이다. Re2O7의 수용액을 증발시킴으로써 얻을 수 있다. 예전에는 HRe2O4와 같은 분자식을 가질것으로 여겨졌으며, 이는 산화 레늄(VII)이 증기나 수분이 존재하는 상태에서 승화하는 경우 형성된다. Re
2O
7용액은 시간이 흐름에 따라 사면체 분자구조의 ReO−
4을 포함하고 있는 HReO
4·H
2O결정을 형성한다. 대부분의 경우 산화 레늄(VII)과 과레늄산은 비슷한 용도로서 사용된다. 레늄을 질산이나 농축 황산에 용해시켜서 과레늄산을 얻기도 한다.
이온화상수는 -1.25로 강산에 속한다.

## 성질
고체상태의 과레늄산은[O
3Re-O-ReO
3(H
2O)
2]의 구조를 가진다.
과레늄산은 물과 배위결합하는 금속 산화물의 드문 예이다. 대부분의 metal-oxo-aquo species은 대응하는 수산화물에 대해 불안정한하다.
M(O)(H
2O)  →  M(OH)
2
기체상태의 과레늄산은 사면체 분자구조를 가지며 화학식은 HReO
4이다.

## 반응
과레늄산과 관련된 무수 산화물인 Re
2O
7은 황화수소와 반응하여 칠황화 레늄으로 변한다.
Re
2O
7 + 7 H
2S  →   Re
2S
7 + 7 H
2O
복잡한 구조를 가진 이 칠황화물은 이중결합의 수소첨가 반응에서 촉매작용을 하며, 귀금속을 통한 촉매를 이용할 수 없는 다른 황화물을 견딜 수 있는 특징이 있다. 또한 Re
2S
7은 질산이 N
2O으로 변하는 환원반응에도 촉매의 역할을 한다.
과레늄산은 HCl의 존재하에서 삼차 인화 수소(tertiary phosphine)와 싸이오에터에 의해 Re(V)으로 환원되어 ReOCl
3L
2의 형태가 된다.
과레늄산은 백금과 결합하여 석유화학분야에서 수소 첨가 분해(hydrocracking)와 수소 첨가 반응의 촉매역할을 한다. 과레늄산 용액이 주입된 이산화 규소의 경우, 수소로 500℃에서 환원된다.  알코올의 탈수소화 및 암모니아의 분해를 촉진하기 위해서도 사용된다.
수용액에서 과레늄산 이온의 표준전극전위는 다음과 같다.
ReO4- + 2 H+  + e- {\displaystyle \rightleftarrows \ } ReO3(s) + H2O,    E°= 0.768 V
ReO4- + 4 H+  + 3 e- {\displaystyle \rightleftarrows \ } ReO2(s) + 2 H2O,    E°= 0.51 V
ReO4- + 8 H+  + 7 e- {\displaystyle \rightleftarrows \ } Re(s) + 4 H2O,    E°= 0.34 V

### 촉매
과레늄산은 수많은 균질 촉매의 선구물질로서 이용된다. 삼차 아르신]과 결합하여 알케인의 에폭시화 반응에서 과산화 수소와 함께 촉매로 이용된다. 옥심의 나이트릴로의 탈수 반응에도 촉매로서 사용된다.

## 이용
과레늄산은 엑스레이타겟을 제조하는데 쓰인다.